# Elgg
Elgg – miasto i gmina (Politische Gemeinde) w północnej Szwajcarii, w kantonie Zurych, w okręgu (Bezirk) Winterthur. Leży nad rzeką Eulach. 1 stycznia 2018 do miasta przyłączono gminę Hofstetten.

## Demografia
W Elgg mieszka 5071 osób. W 2022 roku 19,3% populacji gminy stanowiły osoby urodzone poza Szwajcarią.

## Transport
Przez teren miasta przebiega droga główna nr 7.